# Astronomical Data Analysis Software and Systems
 (septembre 2022).
La conférence Astronomical Data Analysis Software and Systems (ADASS) est une rencontre annuelle de scientifiques et développeurs où ils abordent des sujets tels que les algorithmes et logiciels d'acquisition, réduction, analyse et partage des données astronomiques.

## Éditions
L'ADASS XXVI s'est déroulée au Centre de conférence de la Station maritime de Trieste, en Italie, du 16 au 20 octobre 2016. L'hôte de l'ADASS XXVI est l'Observatoire astronomique de Trieste (OAT) de l'Institut national d'astrophysique italien (INAF).